# Marci Shore
Marci Shore (* 1972 Allentown, USA) je americká docentka intelektuální historie na Yaleově univerzitě, kde se specializuje na dějiny postkomunistických zemí.
Je autorkou knihy Caviar and Ashes: A Warsaw Generation's Life and Death in Marxism, 1918-1968 (Kaviár a popel: Život a smrt varšavské generace v marxismu, 1918-1968), ve které popisuje prostředí polských a polsko-židovských spisovatelů, kteří se ve dvacátém století přiklonili k marxismu. Kniha získala osm ocenění a dostala se do užšího výběru na několik dalších.
Druhá kniha The Taste of Ashes (Chuť popela) je studií o existenci komunistické a nacistické minulosti v současné východní Evropě. Její třetí kniha z roku 2017 The Ukrainian Night: An Intimate History of Revolution (Ukrajinská noc: Důvěrná historie revoluce) pojednává o ukrajinské revoluci z roku 2013. Shore také přeložila memoáry Michała Głowińského o holocaustu The Black Seasons (Černá období).
Marci Shore je židovského původu. V roce 2005 se provdala za profesora historie na Yaleově univerzitě Timothyho D. Snydera a mají spolu dvě děti.

## Vzdělání
Shore absolvovala v roce 1991 střední školu Williama Allena v Allentownu v Pensylvánii. V roce 1994 získala bakalářský titul na Stanfordově univerzitě, v roce 1996 magisterský titul na Torontské univerzitě a v roce 2001 doktorát na Stanfordově univerzitě. Pracuje především s francouzskými, německými, polskými, ruskými, českými, slovenskými, ukrajinskými a jidiš prameny. Byla také postdoktorandkou Harrimanova institutu, odbornou asistentkou historie a židovských studií na Univerzitě v Indianě a hostující docentkou judaistiky Jacoba a Hildy Blausteinových na Yaleově univerzitě. Dvakrát byla stážistkou Institutu společenskovědních oborů (Institut für die Wissenschaften vom Menschen) ve Vídni. Shore vyučuje na Yaleově univerzitě evropské kulturní a intelektuální dějiny.

## Dílo
- Caviar and Ashes: A Warsaw Generation's Life and Death in Marxism, 1918–1968 (Yale University Press, 2006, polské vydání Świat Ksiazki, 2008)
- The Taste of Ashes (Crown Books/Random House, 2013, britské vydání Heinemann, německé vydání Beck, polské vydání Świat Ksiazki)
- The Ukrainian Night: An Intimate History of Revolution (Yale University Press, 2017, polské vydání Wielka Litera, 2018)